# داوید دیاس (بازیکن بسکتبال)
داوید دیاس (اسپانیایی: David Díaz‎؛ زادهٔ ۶ سپتامبر ۱۹۶۴) بازیکن بسکتبال اهل ونزوئلا است. وی در بازی المپیک تابستانی ۱۹۹۲ شرکت کرده‌است.